# ادوارد ورانیان
ادوارد فلیکسی ورانیان (انگلیسی: Eduard Veranyan؛ زادهٔ ۱۶ اوت ۱۹۶۳) بازیکن فوتبال در پست مهاجم اهل ارمنستان است.

## باشگاهی
از باشگاه‌هایی که در آن بازی کرده‌است می‌توان به باشگاه فوتبال آرماویر، باشگاه فوتبال کوتایک، و باشگاه فوتبال آرارات ایروان اشاره کرد.